# Casa del libro Rosario Mascali

## Storia
La Casa del libro Rosario Mascali, meglio nota come Libreria Mascali è una libreria storica di Siracusa sita in via Maestranza 20/22 ad Ortigia.
La libreria nasce il 22 marzo 1930, grazie all'impegno di Rosario Mascali, come Deposito delle Pubblicazioni di Stato. Nel 1944 si trasforma in casa editrice pubblicando 65 libri fino al 1985. La libreria diventa presto un riferimento culturale in città tanto da divenire un luogo di passaggio di vari scrittori famosi tra cui Salvatore Quasimodo, Elio Vittorini, Vitaliano Brancati, Leonardo Sciascia, Gesualdo Bufalino nonché Pier Paolo Pasolini.
Nel luglio 2018 è stata indicata come bene culturale immateriale, protetto dalla Regione Siciliana con legge regionale n. 80/77 e decreto legislativo n. 42/2004, è stata riconosciuta ufficialmente come una libreria storica.